# Алон Грінфельд
Алон Грінфельд (нар. 17 квітня 1964, Нью-Йорк) – ізраїльський шахіст, гросмейстер від 1989 року.
}

## Шахова кар'єра
Першого значного міжнародного успіху досягнув на перетині 1981 і 1982 років у Гронінгені, де завоював срібну медаль (позаду Курта Хансена) на чемпіонаті Європи серед юніорів до 20 років. Невдовзі увійшов до чільної когорти ізраїльських шахістів, 1984 року ставши чемпіоном країни. Між 1982 та 1994 роками п'ять разів виступав на шахових олімпіадах (зокрема один раз на 1-й шахівниці), зігравши 53 партії і набравши 32 очки. 1992 року знову здобув медаль чемпіонату Ізраїлю, поділивши 1-3-тє місце (разом з Іллєю Сміріним і Роненом Левом).
Досягнув низки інших турнірних успіхів, зокрема: посів 1-ше місце в Білі (1985, разом з Яном Роджерсом), поділив 2-ге місце в Поляниці-Здруй (1987, Меморіал Рубінштейна, позаду Уве Бенша, разом із Сергієм Долматовим), посів 1-ше місце в Беер-Шеві (1988, попереду Йожефа Пінтера і Віктора Корчного), поділив 2-ге місце в Тель-Авіві (1988, позаду Йорга Гікля, разом з Джуліаном Годжсоном), посів 2-ге місце в Любляні (1989, Меморіал Мілана Відмара, позаду Предрага Ніколича, попереду Євгена Барєєва), поділив 1-ше місце в Рішон-ле-Ціоні (1992, разом з Єгудою Грюнфельдом), посів 1-ше місце в Пардубице (1993, попереду Бориса Альтермана і Олексія Вижманавіна), посів 1-ше місце в Беер-Шеві (1993, попереду Олександра Черніна, Лева Псахіса і Бориса Гулька) і поділив 1-ше місце в цьому самому місті (1996, разом з Борисом Аврухом і Віктором Міхалевським). 2003 року поділив 1-ше місце (разом з Олександром Шабаловим, Робертом Гюбнером і Борисом Гулько) в Віллемстаді, 2004 року поділив 2-ге місце (разом з Андреасом Шенком, позаду Давіда Барамідзе) у Ліппштадті, у 2005 році переміг (разом з Марком Цейтліним) у Гіватаїмі, тоді як у 2006 році поділив 1-ше місце (разом з Елізбаром Убілавою, Атанасом Колевим та Ібрагімом Хамракуловим) у Касересі , а також посів 2-ге місце (позаду Фрісо Нейбура) в Дірені. 2008 року поділив 2-ге місце у Нойштадті (позаду Томаша Марковського, разом з Олегом Корнєєвим, Євгеном Постним, Робертом Кемпіньським і Леонідом Міловим) і поділив 1-ше місце (разом з Олександром Бабуріним) у Дубліні.
Примітка: Список успіхів неповний (доповнити від 2009 року).
Найвищий рейтинг Ело в кар'єрі мав станом на 1 січня 1994 року, досягнувши 2610 очок ділив тоді 37-44-те місце в світовому рейтинг-листі ФІДЕ, одночасно займаючи 3-тє місце (позаду Леоніда Юдасіна та Іллі Сміріна) серед ізраїльських шахістів.

## Зміни рейтингу
| На цьому місці має відображатися графік чи діаграма, однак з технічних причин його відображення наразі вимкнено. Будь ласка, не видаляйте код, який викликає це повідомлення. Розробники вже працюють для того, щоби відновити штатне функціонування цього графіка або діаграми. | |
| | На цьому місці має відображатися графік чи діаграма, однак з технічних причин його відображення наразі вимкнено. Будь ласка, не видаляйте код, який викликає це повідомлення. Розробники вже працюють для того, щоби відновити штатне функціонування цього графіка або діаграми. |